# Slaterocoris sheridani
Slaterocoris sheridani är en insektsart som beskrevs av Knight 1968. Slaterocoris sheridani ingår i släktet Slaterocoris och familjen ängsskinnbaggar. Inga underarter finns listade i Catalogue of Life.